# Edfu
Edfu (detta anche Idfu) è una città dell'Egitto, localizzata sulla riva occidentale del Nilo, fra Esna e Assuan, dove l'antico sacro fiume forma un'ampia ansa di notevole bellezza.

## Storia
In origine la città, il cui nome era Behedet, (ma anche Djeb o Gebal) fu capitale del secondo nomo dell'Alto Egitto e successivamente fu ribattezzata con il nome Apollinopoli Magna. La notorietà di Edfu è dovuta al tempio, dedicato al culto del dio protettore della città, Horo e già edificato nel Nuovo Regno su più antiche vestigia risalenti all'Antico Regno.

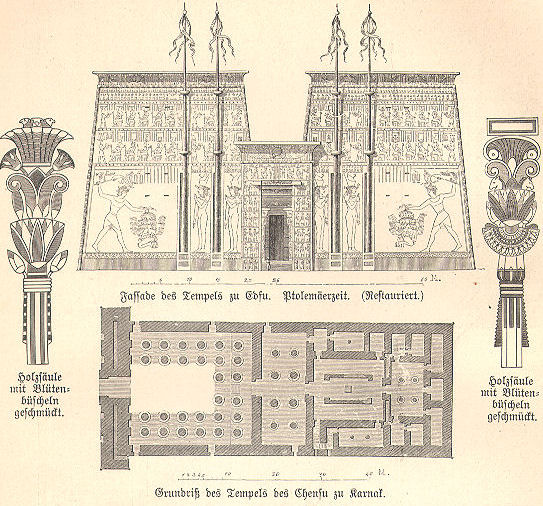
Facciata frontale del tempio di Edfu

È uno dei templi meglio conservati dell'Egitto perché ricostruito ulteriormente fra il 237 ed il 57 a.C., in epoca greco-romana, riprendendo i canoni classici dell'architettura egizia.
La città, che oggi risulta estesa su quello che era il lago sacro del tempio, vive di turismo ed è circondata da palmeti, dal deserto e dalle aride montagne di granito.
L'importanza, fin dalle più remote epoche, di Edfu è testimoniata da un'arcaica necropoli del protodinastico e da alcune incisioni rupestri risalenti alla I dinastia e più specificatamente al regno del sovrano Den.
Durante l'Antico Regno era considerata la sentinella della "porta di Elefantina" e per la sua crescente espansione divenne in epoche successive rivale delle città di Copto e di Tebe che per poterne sconfiggere il potere, furono costrette ad allearsi.
La notevole espansione era scaturita dalla strategica posizione che Edfu occupava sulla via carovaniera verso il Mar Rosso ed il porto di Berenice dal quale partivano le spedizioni per il paese di Punt, già dal Medio Regno.